# Sant Salvador de l'Avencó
Sant Salvador de l'Avencó és una església del municipi d'Aiguafreda (Osona) inclosa en l'Inventari del Patrimoni Arquitectònic de Catalunya.

## Descripció
És una capella orientada a ponent d'una sola nau i presbiteri de planta rectangular. L'absis presenta a l'exterior una disminució d'amplada que fa aparentar la construcció com de dos cossos coberts amb una volta apuntada. Les antigues obertures, actualment tapades, foren tractades amb senzillesa. Els murs exteriors són fets amb carreus quadrejats, i els angles, la porta i el portal de ponent, doblement aixamfranat, amb còdols ben treballats. L'antiga porta orientada a migdia es troba actualment tapada.

## Història
El primer document de la capella data del 2 de setembre de 1309. Hi ha altres notícies referents al llegat de la capella dels anys 1384, 1402 i 1440. En un document del 1608 es constata l'administració de la capella per part dels obrers, mentre que en un document de 1690 ja té un administrador. Al segle xv es va restaurar el campanar d'espadanya que actualment ha sofert una altra restauració, força malaurada. Sembla que al segle xvi es va aixecar el cor i es va haver de tapar la modesta portalada de migdia. Ha sofert diferents restauracions, la darrera portada a terme per veïns i estiuejants.